# Emilia Benito
Emilia Benito était une chanteuse de flamenco espagnole.

## Biographie
Elle vient d'une famille pauvre, elle se marie à treize ans à un homme riche de la Carthagène. Elle débute comme serveuse et débute la chanson dans les restaurants. Elle chante en solo le flamenco dans des salles d'Almeria avec un salaire de dix pesetas. Elle se rend ensuite à Barcelone, où elle chante à La Buena Sombra. Après une année à Barcelone, elle travaille à Palma de Mallorque, en 1910, retourne à Malaga. Elle chante aussi au théâtre Romea de Madrid. 
Dans les années 1920 elle chante le flamenco à Madrid. En 1914, elle est l'une des premiers artistes à enregistrer un disque. En 1917, elle voyage à Buenos Aires comme chanteuse dans une troupe. En 1928, elle émigre à Mexico. Dans les années 1930, elle chante au Théâtre "Independencia" de Monterrey,.

## Discographie
- Flor de Levante-Ven, neña, ven, Gramófono AE 49.
- Majo y moreno-Emilianas, AE 89.
- Jota lenta-Pregón de canastos, AE 95
- Sus ojos negros-Torna la gocha, AE 103.
- A por ella-La gitana, AE 354.
- La bilbilitana-Tus ojitos negros AE 532.
- Mieres del camino-La peinadora, AE 533.
- Gitana Caireles-A por ella, AE 534.
- Algo tiene el agua (canción asturiana)-Jota, AE 543.
- Mi isa-La maja de la morería, AE 587.
- Vega del Pas-Soledad canta, AE 618.
- La reina de la jota-Folias tinerfeñas AE 619.
- Asturianas-Pobre molinera, AE 634.
- Soy cubana-Fandanguillo, AE 639.
- Soy de Aragón-Estrella cubana, AE 836.
- La alegre manola-Mis regiones, AE 906.
- Saetas-Caleseras W 263515/6